# 誠實的樵夫
《誠實的樵夫》，又稱為《金斧頭與銀斧頭》，是伊索寓言裡的一則故事，在佩芮目錄中編號173，這則寓言講述即使要付出自身利益為代價也必須要誠實。

## 故事大綱
希臘版本的故事描述一名樵夫不小心讓自己的斧頭掉進河裡，失去生財工具的樵夫嚎啕大哭，河中的荷米斯憐憫他，便拿出一把金斧頭，問：「你掉的是這把金斧嗎？」樵夫回答「不是」，荷米斯再拿出一把銀斧問了同樣的問題，而樵夫也誠實回答，直到荷米斯拿出樵夫自己的斧頭時，樵夫才表示那是自己的斧頭。荷米斯認為樵夫很誠實，便將三把斧頭都賞給他。
樵夫的鄰居聽到這件事後很羨慕，他故意把自己的斧頭丟進河裡並佯裝哭泣，當荷米斯出現並詢問他是否掉了金斧頭時，那個鄰居回答「是的」，荷米斯回到河裡再也沒有出現，貪婪的鄰居連自己的斧頭都沒有取回。

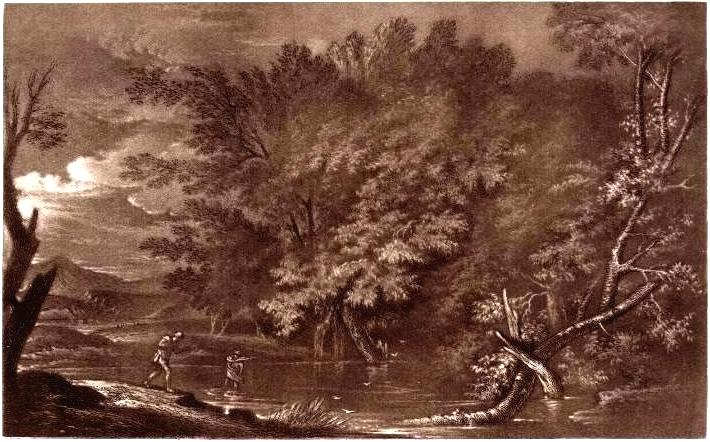
一幅描繪《誠實的樵夫》的畫作，薩爾瓦托雷·羅莎繪。

雖然這個故事的寓意是「誠實為上策」，但它還有另一個寓意：「河裡並不總是有金斧」，意指「機會並不是人人有」。這出自於鄰居在不了解事情全貌的情況下，忽略了誠實的重要性，因此對河有了錯誤的想像。

## 藝術中的寓言
有許多描繪此寓言的畫作，有一幅薩爾瓦托雷·羅莎筆下的《誠實的樵夫》，可以追溯到1650年左右，現為倫敦國家美術館的館藏。喬治·羅伯森（George Robertson）在18世紀的水彩畫可能是源自於該作品。

## 外部連結
- 15th-20th century book illustrations online （页面存档备份，存于）
- 19th-20th century book illustrations online （页面存档备份，存于）
- Illustrations of La Fontaine's fable by Gustave Doré （页面存档备份，存于）
- 掌中風華-黃武山團長主演-【新金斧頭】